# Пальміра (Іллінойс)
Пальміра (англ. Palmyra) — селище (англ. village) в США, в окрузі Макупін штату Іллінойс. Населення — 605 осіб (2020).

## Географія
Пальміра розташована за координатами 39°26′4″ пн. ш. 89°59′45″ зх. д. / 39.43444° пн. ш. 89.99583° зх. д. (39.434497, -89.995913).  За даними Бюро перепису населення США в 2010 році селище мало площу 2,59 км², уся площа — суходіл.

## Демографія
Згідно з переписом 2010 року, у селищі мешкало 698 осіб у 298 домогосподарствах у складі 176 родин. Густота населення становила 270 осіб/км².  Було 321 помешкання (124/км²).
Расовий склад населення:
| - 98,6 % — білих - 0,3 % — корінних американців - 0,1 % — чорних або афроамериканців |

До двох чи більше рас належало 1,0 %. Частка іспаномовних становила 1,4 % від усіх жителів.
За віковим діапазоном населення розподілялося таким чином: 24,4 % — особи молодші 18 років, 56,5 % — особи у віці 18—64 років, 19,1 % — особи у віці 65 років та старші. Медіана віку мешканця становила 40,0 року. На 100 осіб жіночої статі у селищі припадало 91,8 чоловіків;  на 100 жінок у віці від 18 років та старших — 88,6 чоловіків також старших 18 років.
Середній дохід на одне домашнє господарство  становив 40 811 долар США (медіана — 35 625), а середній дохід на одну сім'ю — 49 471 долар (медіана — 41 250). За межею бідності перебувало 18,8 % осіб, у тому числі 26,6 % дітей у віці до 18 років та 13,4 % осіб у віці 65 років та старших.
Цивільне працевлаштоване населення становило 253 особи. Основні галузі зайнятості: освіта, охорона здоров'я та соціальна допомога — 14,2 %, транспорт — 10,7 %, роздрібна торгівля — 10,3 %.